# Episodi di Wolff, un poliziotto a Berlino (tredicesima stagione)
Gli episodi della tredicesima ed ultima serie di "Wolff, un poliziotto a Berlino" sono stati trasmessi per la prima volta in Germania tra il 5 gennaio 2005 e il 24 maggio 2006. In Italia, sono stati trasmessi, in prima visione, su Raidue tra il 28 luglio e il 26 agosto 2008. L'ultimo episodio dal titolo "Paura", la cui durata è doppia rispetto alle altre puntate, è inedita in Italia sebbene sia stata regolarmente doppiata. L'episodio "Un grande amore", trasmesso il 5 agosto 2008, è stato inserito nella delibera di raccomandazione del MISE.
| nº     | Titolo originale   | Titolo italiano        | Prima TV Germania | Prima TV Italia        |
| ------ | ------------------ | ---------------------- | ----------------- | ---------------------- |
| 1-160  | In eigener Sache   | L'angelo vendicatore   | 5 gennaio 2005    | 2010                   |
| 2-161  | Gebrannte Kinder   | Verità nascoste        | 12 gennaio 2005   | 2010                   |
| 3-162  | Kunstschuss        | Falsi d'autore         | 19 gennaio 2005   | 28 luglio 2008 - 14,00 |
| 4-163  | Wege zum Ruhm      | Scuola di polizia      | 26 gennaio 2005   | 29 luglio 2008 - 14,00 |
| 5-164  | Fauler Zauber      | Una magia fasulla      | 2 febbraio 2005   | 26 agosto 2008 - 14,00 |
| 6-165  | Spätfolgen         | Un amico assassino     | 15 giugno 2005    | 7 agosto 2008 - 14,00  |
| 7-166  | Kurzschluss        | Gite indimenticabili   | 9 febbraio 2005   | 25 agosto 2008 - 14,00 |
| 8-167  | Grenzganger        | Oltre confine          | 16 febbraio 2005  | 30 luglio 2008 - 14,00 |
| 9-168  | Der letze Ritter   | L'ultimo cavaliere     | 23 febbraio 2005  | 31 luglio 2008 - 14,00 |
| 10-169 | Alle aus Liebe     | Una madre meravigliosa | 2 marzo 2005      | 1º agosto 2008 - 14,00 |
| 11-170 | Hartetest          | Prova di resistenza    | 16 marzo 2005     | 4 agosto 2008 - 14,00  |
| 12-171 | Herzblut           | Un grande amore        | 23 marzo 2005     | 5 agosto 2008 - 14,00  |
| 13-172 | Von Liebe und Hass | L'amuleto              | 22 giugno 2005    | 6 agosto 2008 - 14,00  |
| 14-173 | Angst              | Paura [90 minuti]      | 24 maggio 2006    | INEDITO                |

L'ordine corretto dell'ultima serie è il seguente (seppur non coincida con l'ordine di trasmissione tedesco) per via dell'ordine cronologico di alcune vicende che si svolgono durante la stessa. Inoltre gli episodi dal numero 169 (ordine attuale) in poi hanno prima uno spezzone di telefilm e dopo la sigla (nei precedenti la sigla precedeva l'intero telefilm). 